# Körslaget 2013
Körslaget 2013 var den sjunde och senaste säsongen av TV4:s underhållningsprogram Körslaget. Programledare var Gry Forssell och programmet sändes under hösten 2013. En julspecial med kören kommer spelas in på samma sätt som 2012 för att visas i december 2013. Vinnare blev Elisa Lindström med sin kör före Anna Book som kom på andra plats. Programmet producerades av Meter Television.

## Tävlande[1]
- Dogge Doggelito med en kör från Botkyrka Färg: vit
- Anna Book med en kör från Munkfors Färg: rosa
- Wille Crafoord med en kör från Mariefred Färg: lila
- Sonja Aldén med en kör från Huddinge Färg: orange
- Andreas Weise med en kör från Skanör Falsterbo Färg: silver
- Elisa Lindström med en kör från Töreboda Färg: blå
- Rickard Söderberg med en kör från Halmstad Färg: röd

### Program 1
Sändes den 7 september 2013.
1. Team Weise - Can You Feel It
2. Team Sonja - Bleeding Love
3. Team Wille - Musik ska byggas utav glädje
4. Team Dogge - Satellit
5. Team Book - La La Love
6. Team Rickard - Circle Of Life
7. Team Elisa - Lyssna till ditt hjärta

#### Resultat
Listar nedan den kören som erhöll flest antal tittarröster i resultatordning. Observera att ingen kör tvingades lämna programmet i detta första program.
| Flest antal tittarröster |
| Team Rickard             |

### Program 2
Sändes den 14 september 2013.
1. Team Dogge - Tusen bitar
2. Team Book - Let's Get Loud
3. Team Rickard - Mamma Mia
4. Team Elisa - Ängeln i rummet
5. Team Weise - Get Lucky
6. Team Wille - Sånt är livet
7. Team Sonja - Stand By Me

#### Resultat
Den kör som är märkt med grå färg, tvingades att lämna programmet.
| Utröstade av folket |
| Team Sonja          |

### Program 3
Sändes den 21 september 2013.
1. Team Wille - Tre Gringos
2. Team Elisa - För det här är bara början
3. Team Weise - Sunny
4. Team Book - ABC
5. Team Rickard - Time To Say Goodbye
6. Team Dogge - Rör på göten

#### Resultat
Den kör som är märkt med grå färg, tvingades att lämna programmet.
| Utröstade av folket |
| Team Dogge          |

### Program 4
Sändes den 28 september 2013.
Låt 1:
1. Team Book - You Can't Hurry Love
2. Team Rickard - O Fortuna
3. Team Weise - Strövtåg i hembygden
4. Team Wille - Live and Let Die
5. Team Elisa - Did I Tell You

Låt 2:
1. Team Book - Suspicious Minds
2. Team Rickard - Thriller
3. Team Weise - I Wanna Hold Your Hand
4. Team Wille - Like A Prayer
5. Team Elisa - Your Song

#### Resultat
Den kör som är märkt med grå färg, tvingades att lämna programmet.
| Utröstade av folket |
| Team Wille          |

### Program 5
Sändes den 5 oktober 2013.
Låt 1:
1. Team Elisa - So What
2. Team Weise - Hot N Cold
3. Team Book - As Long As You Love Me
4. Team Rickard - Baby One More Time

Låt 2:
1. Team Elisa - Stjärnorna
2. Team Weise - Let Me Entertain You
3. Team Book - Only Girl (In The World)
4. Team Rickard - Pride (In The Name Of Love)

#### Resultat
Den kör som är märkt med grå färg, tvingades att lämna programmet.
| Utröstade av folket |
| Team Weise          |

### Program 6
Sändes den 12 oktober 2013.
Låt 1:
1. Team Rickard - You're The Inspiration
2. Team Elisa - Mio min Mio
3. Team Book - Simply The Best

Låt 2:
1. Team Rickard - Himlen i min famn
2. Team Elisa - Fångad av en stormvind
3. Team Book - Evighet

#### Resultat
Den kör som är märkt med grå färg, tvingades att lämna programmet.
| Utröstade av folket. |
| Team Rickard         |

### Program 7
Sändes den 19 oktober 2013.
Låt 1:
1. Team Book - (You're Love Keeps Lifting Me) Higher And Higher
2. Team Elisa - Genom eld och vatten

Låt 2:
1. Team Book - Suspicious Minds
2. Team Elisa - Fångad av en stormvind

Låt 3:
1. Team Book - The Rose
2. Team Elisa - The Rose

#### Resultat
Listar nedan den kör som erhöll flest antal tittarröster och därmed vann Körslaget 2013.
| Vinnaren   |
| Team Elisa |

### Julspecial
Sändes den 21 december 2013.
Körslaget 2013:
1. Team Elisa - Have Yourself a Merry Little Christmas
2. Team Wille - Juligen
3. Team Weise - Santa Claus is Coming to Town
4. Team Book - Jag såg mamma kyssa tomten
5. Team Rickard - O helga natt
6. Team Sonja - Ave Maria
7. Team Dogge - Bling Bling Jul

Gästartister:
1. Linda Bengtzing - Välkommen hem
2. Andreas Johnson - Jul, jul, strålande jul
3. Roger Pontare - Silverland